# 福建师范大学附属福清德旺中学
福建师范大学附属福清德旺中学，即原福清高山中学，福清第五中学，简称德旺中学，福清五中，是1956年于中华人民共和国福建省福清市成立的一所完全中学，是福建师范大学的附属学校之一。

## 学校历史
- 1956年，福清市人民政府主持在高山镇成立了完全中学，定名”福清第五中学“。
- 1971年，受文革影响，学校更名为”福清高山中学“。与同样受到文革风波影响的福清二中、福清三中不同，文革结束后，高山中学并没有改回原来”五中“的名称。
- 2008年4月，高山中学被福建省教育厅评为”福建省三级达标中学“。[1]
- 2014年，曹德旺捐资2.2亿元人民币[2]，筹办一所高级中学。最后定名”福清德旺中学“，决定新建北校区作为高中部校舍，并与高山中学合并办学，原高山中学校舍为南校区，举办初中部。
- 2015年8月，德旺中学正式冠名”福建师范大学附属福清德旺中学“。
- 2018年3月，德旺中学被福建省教育厅评为省二级达标高级中学。